# Plaatselijke toestanden
Plaatselijke toestanden is een hoorspel van Werner Kofler. Örtliche Verhältnisse werd op 25 november 1970 door de Süddeutscher Rundfunk uitgezonden. Cora Polet vertaalde het en de KRO zond het uit in het programma Dinsdagavondtheater op dinsdag 11 juni 1974. De regisseur was Léon Povel. Het hoorspel duurde 49 minuten.

## Rolbezetting
- Gerrie Mantel
- Joke Hagelen
- Hans Karsenbarg
- Pauline van Rhenen
- Bob Verstraete
- Willy Brill
- Willy Ruys
- Betty Kapsenberg

## Inhoud
Een trein rijdt van Oedt naar Afiesl, van Afiesl naar Haslach, van Haslach naar Blumau - en steeds verder, tot Daim. Deze reis door verschillende geografische gebieden is tegelijk een tocht door verschillende gebieden op een taal- en bewustzijnslandkaart. Elke streek heeft haar eigen verhalen, haar gewaarwordingen, geruchten en herinneringen. Of hij het wil of niet, de doorreizende vreemdeling neemt daaraan deel: via berichten van instappenden, via koppen en meldingen in lokale kranten die iemand in de coupé heeft laten liggen. Een caleidoscoop van dergelijke ervaringssplinters kan uitsluitsel geven over de "plaatselijke toestanden", over sociale en politieke structuren van een landstreek…